# Hedmyrtjärnen
Hedmyrtjärnen är en sjö i Älvsbyns kommun i Norrbotten och ingår i Luleälvens huvudavrinningsområde.